# Kurt Greiner
Kurt Greiner (* 1967 in Niederösterreich) ist ein österreichischer Psychotherapiewissenschaftler, Wissenschaftstheoretiker und Hochschullehrer.

## Leben und Wirken
Greiner studierte von 1991 bis 2004 an der Universität Wien Europäische Ethnologie, Erziehungswissenschaften, Wissenschaftstheorie und Theoretische Psychotherapie. Er war von 2000 bis 2007 freier wissenschaftlicher Mitarbeiter von Friedrich Wallner (Abteilung Wissenschaftstheorie) an der Universität Wien, an der er auch einige Semester als Universitätslektor für Wissenschaftstheorie unterrichtete. Seit 2007 arbeitet Greiner in Lehre und Forschung im Fachbereich Psychotherapiewissenschaft an der Sigmund Freud Privatuniversität Wien (SFU).
Greiner habilitierte sich als Psychotherapiewissenschaftler und Wissenschaftstheoretiker (Konstruktiver Realismus nach Friedrich Wallner) im Jahr 2012 an der Sigmund Freud Privatuniversität Wien mit der Lehrbefugnis für Philosophie der Psychotherapiewissenschaft. Er ist seit 2016 Universitätsprofessor an der SFU-Fakultät für Psychotherapiewissenschaft. Greiner begründete die Experimentelle Psychotherapiewissenschaft (Psychotextologie) und leitet gemeinsam mit dem Philosophen und Psychologen Martin Jandl das Institut für Experimentelle Psychotherapiewissenschaft (Psychotextologie) und psychotherapiewissenschaftliche Philosophie an der SFU.
Als Wissenschaftstheoretiker und Forschungsmethodologe setzt sich Greiner mit epistemologischen Fragen und Problemen der Psychotherapie, insbesondere der psychotherapeutischen Modalitäten-Vielfalt auseinander und er entwickelt experimental- und imaginativhermeneutische Verfahren für psychotherapiewissenschaftliche Grundlagenanalysen.

## Publikationen (Auswahl)

### Monografien
- Lehrbuch Experimentelle Psychotherapiewissenschaft. Innovative Therapieschulenforschung an der SFU Wien seit 2007. Hrsg. von Tamara M. Trebes. SFU Press, Wien 2024.
- Experimentelle Psychotherapiewissenschaft. Das Methodenprogramm der Wiener Therapieschulenforschung. Parodos, Berlin 2020.
- Methodenfahrplan Inter-Therapeutik (ITK). Transfermeneutische Psychotherapiewissenschaft an der SFU Wien. Sigmund Freud PrivatUniversitäts Verlag, Wien 2013.
- mit Martin J. Jandl und Gerhard Burda: Der Psycho-Bild-Prozess und andere Beiträge zu Psychotherapiewissenschaft und Philosophie. Sigmund Freud PrivatUniversitäts Verlag, Wien 2013.
- mit Martin J. Jandl: Das Psycho-Text-Puzzle und andere Beiträge zu Psychotherapiewissenschaft und Philosophie. Sigmund Freud PrivatUniversitäts Verlag, Wien 2012.
- Standardisierter Therapieschulendialog (TSD). Therapieschulen – interdisziplinäre Grundlagenforschung an der Sigmund Freud PrivatUniversität, Wien / Paris (SFU). SFU-Habilitationsschrift. Sigmund Freud PrivatUniversitäts Verlag, Wien 2012.
- Integrationsprogramm Therapieschulendialog (TSD). Entwicklung einer textanalytischen Grundlagenforschung in der Psychotherapiewissenschaft. Peter Lang, Frankfurt am Main 2011.
- Psychoanalytik als Wissenschaft des 21. Jahrhunderts. Ein konstruktivistischer Blick auf Struktur und Reflexionspotential einer polymorphen Kontextualisations-Technik. Peter Lang, Frankfurt am Main 2007.
- Therapie der Wissenschaft. Eine Einführung in die Methodik des Konstruktiven Realismus. Peter Lang, Frankfurt am Main 2005.

### Herausgeberschaften
- mit Martin J. Jandl: Bizarrosophie. Radikalkreatives Forschen im Dienste der akademischen Psychotherapie. (= Schriftenreihe libri nigri, Band 48). Traugott Bautz, Nordhausen 2015, ISBN 978-3-95948-014-7.
- mit Martin J. Jandl und Friedrich G. Wallner: Aus dem Umfeld des Konstruktiven Realismus. Studien zu Psychotherapiewissenschaft, Neurokritik und Philosophie. (= Schriftenreihe Culture and Knowledge, Band 14). Peter Lang, Frankfurt am Main 2010.
- mit Martin J. Jandl und Otto Paschinger: Programmatik und Praxis im Therapieschulendialog (TSD). Erste Beiträge zur dialogexperimentellen Theorien-Integration in der Psychotherapiewissenschaft. Sigmund Freud PrivatUniversitäts Verlag, Wien 2009.
- mit Friedrich G. Wallner und Martin Gostentschnig: Verfremdung – Strangification. Multidisziplinäre Beispiele der Anwendung und Fruchtbarkeit einer epistemologischen Methode. Peter Lang, Frankfurt am Main 2006.
- mit Martin J. Jandl: Science, Medicine and Culture. Festschrift for Fritz G. Wallner. Peter Lang, Frankfurt am Main 2005.